# My Favourite Stranger
«My Favourite Stranger» (en español, Mi extraño favorito) es el sexagésimo disco sencillo del grupo inglés de música electrónica Depeche Mode, el quinto desprendido de su álbum Memento Mori, dado a conocer en octubre de 2023 solo mediante plataformas digitales y solo en remezclas.
Es uno de los cuatro temas del álbum, y además el segundo publicado como sencillo, coescrito por Martin Gore junto con Richard Butler, de The Psychedelic Furs.

## Descripción
Es el tema de sonido más agresivo de todo el álbum, con una letra sobre acoso y placer. Es un tema sobre tener una sombra, alguien que le sigue a uno alrededor del tiempo y le dice cosas; acerca de escuchar la verdad o la mentira, un tema sobre riesgo. Es una situación que al parecer han vivido todos, cuando las relaciones de pareja se vuelven menos amables y se siente el acoso de alguien.
Es también un tema acerca de la provocación, casi sobre voyerismo, en tono de punk sintético, como otros temas en la carrera de la banda. La música está hecha con guitarra y bajo para producir más dureza y pesadez en su sonido, lo cual lo hace más rock.

## Formatos

### Digital
| Columbia My Favourite Stranger [Remixes] |                                                   |          |  |
| N.º                                      | Título                                            | Duración |  |
| 1.                                       | «My Favourite Stranger» (Boris Brejcha Remix)     | 7:06     |  |
| 2.                                       | «My Favourite Stranger» (Ela Minus Remix)         | 3:48     |  |
| 3.                                       | «My Favourite Stranger» (Long Island Sound Remix) | 4:46     |  |
| 4.                                       | «My Favourite Stranger» (Sunken Cage Remix)       | 4:20     |  |
| 5.                                       | «My Favourite Stranger» (Al Wootton Remix)        | 5:38     |  |

### En disco de vinilo
12 pulgadas Columbia  My Favourite Stranger Remixes
| Lado A |                                               |          |  |
| N.º    | Título                                        | Duración |  |
| 1.     | «My Favourite Stranger» (Boris Brejcha Remix) |          |  |

| Lado AA |                                                   |          |  |
| N.º     | Título                                            | Duración |  |
| 1.      | «My Favourite Stranger» (Ela Minus Remix)         |          |  |
| 2.      | «My Favourite Stranger» (Long Island Sound Remix) |          |  |

## Vídeo promocional
El vídeo de "My Favourite Stranger", en blanco y negro, fue dirigido por el diseñador visual de DM desde 1986, Anton Corbijn. El vídeo, basado como siempre en la idea simplista de entendimiento de Corbijn, muestra a un delgado hombre con sombrero y una capa caminando por el bosque, quien se aproxima a un pueblo, llega ahí y sigue deambulando hasta llegar a una casa en donde entra, solo para revelar que es una chica disfrazada, transmitiendo la extraña agresividad sonora del tema sobre alguien que intenta suplantar la identidad.

## En directo
El tema se incorporó hacia la mitad del Memento Mori World Tour como rotativo. La ejecución se llevó a cabo en forma principalmente acústica, con Martin Gore tocando la guitarra eléctrica y Peter Gordeno en el bajo eléctrico, haciéndola una función más bien orgánica, guardando su calidad de rock electrónico al ser uno de los temas más ásperos de la colección.